# The Moldy Peaches
The Moldy Peaches  fue un grupo indie estadounidense fundado por Kimya Dawson y Adam Green en 1994 y a menudo clasificado como antifolk. La banda ha estado en pausa desde 2004, pero a raíz de su participación en la banda sonora de la película Juno, Dawson y Green hicieron apariciones juntos en 2007 y 2008.

## Historia
Kimya Dawson y Adam Green se conocieron en Exile on Main Street Records en Mount Kisco, Nueva York y comenzaron a grabar juntos. Green lanzó un EP llamado X-Ray Vision bajo el nombre The Moldy Peaches, con grabaciones hechas de 1994 a 1996 con Dawson y amigos, en particular Jules Sheridan, un cantautor de Escocia. En 1998, Green y Dawson grabaron un CD-R en 1998 bajo el nombre Moldy Peaches 2000 llamado Fer The Kids antes de que Dawson se mudara a Port Townsend, Washington. A principios de 1999, Green se reunió con ella allí y produjeron más grabaciones caseras.
La banda regresó a Nueva York como un grupo de cuatro integrantes a finales de año y se volvieron activos en la escena antifolk, tocando en lugares como el Sidewalk Café. La banda se reformó en agosto de 2000 con Chris Barron de Spin Doctors en la guitarra, Brian Piltin en el bajo y Brent Cole en la batería. Ganaron reconocimiento después de que su sencillo "'Who's Got the Crack" fuera nombrado sencillo de la semana en la revista NME. Rough Trade Records lanzó su álbum debut The Moldy Peaches en 2001. Fue lanzado en Estados Unidos el 11 de septiembre de 2001 y ocasionó controversias por la canción "NYC Is Like a Graveyard".
Hicieron una gira internacional con The Strokes con quienes compartieron sello discográfico y gestión. En 2003 se lanzó un segundo álbum, Moldy Peaches 2000, una recopilación en doble CD de varios fragmentos y grabaciones en vivo. Después de una gira por Estados Unidos en el invierno de 2003, The Moldy Peaches hizo una pausa a principios de 2004. Sin embargo, la banda se reunió a finales de año para un espectáculo en beneficio de Accidental CDs, Records and Tapes, una tienda de discos en Nueva York. El local fue uno de los primeros partidarios de la banda y ayudó a conectarlos con el concierto que resultaría en su contrato discográfico.
El 2 de diciembre de 2007, Dawson y Green tocaron juntos en un set improvisado en The Smell de Los Ángeles para dar fin a un espectáculo encabezado por Dawson. El día siguiente los Moldy Peaches tocaron en el estreno de la película Juno, dirigida por Jason Reitman. La banda fue contratada para aparecer en el programa de televisión de Conan O'Brien el 14 de enero de 2008, pero cancelaron debido a una huelga de escritores. Dawson ha afirmado que no tiene intenciones de reformar la banda, sin embargo, Dawson y Green aparecieron juntos en el programa de radio de NPR The Bryant Park Project el 16 de enero de 2008 y aparecieron en el programa de televisión The View el 21 de enero de 2008.
Después del éxito de la banda sonora de Juno, que alcanzó el número 1 en las listas Billboard 200 durante su tercera semana de lanzamiento físico, la canción "Anyone Else but You" fue lanzada como sencillo en el Reino Unido el 25 de febrero de 2008. Dawson y Green han grabado álbumes en solitario.

## Apariciones notables
- La canción "Anyone Else but You" fue usada en el documental Murderball
- La canción "Anyone Else but You" fue usada en un comercial para un teléfono celular en Francia durante la Copa Mundial de Fútbol de 2006
- La canción "Anyone Else but You" fue usada en la película Juno (2007), donde es interpretada por los personajes principales, Juno (Elliot Page) y Paulie Bleeker (Michael Cera).
- Una versión de "Anyone Else but You" fue usada en un comercial de Los Atlantis Resorts en las Bahamas.
- La canción "Jorge Regula" fue usada en un comercial de Pepsodent en Chile.
- Una versión de "Jorge Regula" fue usada en la película The Guatemalan Handshake (2006).

[cita requerida]

## Miembros
- Kimya Dawson - voz, guitarra (1994-2004, 2007-2008)
- Adam Green: voz, guitarra (1994-2004, 2007-2008)
- Justice Campbell - batería (1999)
- Jest Commons - guitarra (1999)
- Brent Cole - batería (2000-2004)
- Chris Barron - guitarra (2000-2001)
- Brian Piltin - bajo (2000-2001)
- Jack Dishel - guitarra (2001-2004)
- Steven Mertens - bajo (2001-2004)
- Aaron Wilkinson - guitarra (2001-2002; murió 2003)
- Toby Goodshank - guitarra (2002-2004)

## Discografía
Después de lanzar sus primeros discos de manera autónoma, The Moldy Peaches lanzaron música internacionalmente a través de Rough Trade. En los Estados Unidos, sus discos se publicaron originalmente bajo  Sanctuary Records, pero desde la desaparición de Sanctuary y la adquisición de Rough Trade por parte de Beggars Group, los lanzamientos de EE. UU. también están ahora bajo Rough Trade.
- X-Ray Vision (EP) – Average Cabbage Records – 1996
- Moldy Peaches 2000: Fer the Kids/ Live 1999 (Casete/CD) – Average Cabbage Records – 1999
- "The Love Boat" - Live!!! (Casete) – Average Cabbage Records – 1999
- The Moldy Peaches (CD-R) – Pro-Anti Records – 2000
- The Moldy Peaches (CD/LP) – Sanctuary Records/Rough Trade – 2001
- "County Fair/Rainbows" (single de CD) – Sanctuary Records/Rough Trade – 2002
- Moldy Peaches 2000: Unreleased Cutz and Live Jamz 1994-2002 (CD) – Sanctuary Records/Rough Trade – 2003
- "Anyone Else but You" (single) – Rough Trade – 2008